# Martin Waldseemüller
Martin Waldseemüller (ca. 1470 – 1521/1522) var en tysk kartograf. Han blev født i Wolfenweiler og studerede på Universitet i Freiburg.
I 1507 arbejdede han i Saint-Dié-des-Vosges i Lorraine; han producerede en verdensglobe og et større verdenskort, der var de første kort med ordet "Amerika". Med globen og kortet fulgte en en bog, Cosmographiae Introductio, en introduktion til kosmografi. Bogen havde en oversættelse fra latin af Quattuor Americi Vespucii navigationes ("Amerigo Vespuccis fire opdagelsesrejser"). Det er et brev fra Amerigo Vespucci, selv om nogle historikere mener, at det er et falsum skrevet i Italien. Cosmographia beskriver, hvorfor navnet Amerika bliver brugt: ab Americo Inventore ...quasi Americi terram sive Americam (fra Amerigo opdageren ...som om det var landet af Americus, da er det Amerika). Nogle mener, at Cosmographia  er skrevet af Matthias Ringmann, eller at det var et fælles arbejde.
I 1513 lader det til, at Waldseemüller kom på andre tanker med navngivningen af kontinenterne. I hans genskabelse af Ptolemaeus' atlas (skrevet sammen med Ringmann), blev kontinentet kaldt Terra Incognita. Dog var omkring 1000 eksemplarer af verdenskortet allerede ude, og det originale forslag var kommet for at blive. Selv om om Nordamerika stadig blev kaldt Vestindien i dokumenter et stykke tid endnu, blev det også kaldt Amerika.
Kortet var længe forsvundet, men et blev fundet i et slot ved Wolfegg i det sydlige Tyskland af Josef Fischer i 1901. Det er det eneste, der er kendt; det blev købt af Library of Congress i 2001. To glober overlevede i form af "gores" –  kort, der skulle klippes ud og limes på en kugle.

## Eksterne links
- Wikimedia Commons har flere filer relateret til Martin Waldseemüller
- Library of Congress acquires 1507 world map
- Library of Congress acquires 1507 world map
- Catholic Encyclopedia entry on Waldseemüller skrevet af Joseph Fischer.
- Images of the world map and globe from the University of Minnesota